# Ityococcus eremocitri
Ityococcus eremocitri är en insektsart som beskrevs av Williams 1985. Ityococcus eremocitri ingår i släktet Ityococcus och familjen ullsköldlöss. Inga underarter finns listade i Catalogue of Life.